# Сіренко Володимир Володимирович
Володимир Володимирович Сіренко (нар. 21 березня 1962, Сімферополь, УРСР) — український футбольний арбітр Першої національної категорії. Хобі — футбол.

## Життєпис
Володимир Сіренко розпочав працювати футбольним арбітром в 1990 році, коли став обслуговувати матчі чемпіонату регіональних змагань. Через три роки, з 1993 року, Сіренко працював на аматорському чемпіонаті України. Через рік, з 1994 року, Володимир почав обслуговувати матчі на професіональному рівні у другій лізі чемпіонату України. З 1997 року Сіренко перевели в Першу лігу, де він пропрацював 5 років. З 2002 по 2011 рік обслуговував матчі найвищого українського дивізіону — Прем'єр-ліги.
У 2014 році, після окупації Криму російськими військами, отримав російський паспорт. З липня 2015 року проживає в Ялті.